# Taffeltäckare
Taffeltäckare är en yrkesbeteckning vid Kungliga Hovstaterna. En taffeltäckare har som uppgift att svara för dukningen vid hovets banketter. Taffel är ett äldre namn för bord.
Tidigare har det även funnits taffeltäckare i hushåll utanför  det kungliga hovet. Företrädesvis adelsmän kunde ha taffeltäckare anställda. Ett exempel är Carl Gustaf Wrangel som hade taffeltäckarna Lennart Knutsson och Nils Persson Wästman anställda.